# Società Sportiva Calcio Femminile Bardolino 2000-2001
Questa voce raccoglie le informazioni riguardanti la Società Sportiva Calcio Femminile Bardolino nelle competizioni ufficiali della stagione 2000-2001.

## Divise e sponsor
La tenuta da gioco è formata da maglia gialla, pantaloncini blu e calzettoni gialli, o in alternativa completamente gialla. Lo sponsor principale è per il quarto anno consecutivo la Poliplast del presidente Cornelio Lorenzini, mecenate del calcio dilettantistico locale.
|  | 1ª divisa |

## Organigramma societario
Area tecnica
- Allenatore: Anna Maria Mega
- Allenatore in seconda: De Stefano

## Rosa
| N. |                   | Ruolo | Calciatrice         |
| -- | ----------------- | ----- | ------------------- |
|    | Italia (bandiera) | P     | Fabiana Comin       |
|    | Italia (bandiera) | P     | Consuelo Bressan    |
|    | Italia (bandiera) | D     | Elena Cassani       |
|    | Italia (bandiera) | D     | Francesca De Beni   |
|    | Italia (bandiera) | D     | Tamara Lovato       |
|    | Italia (bandiera) | D     | Giorgia Motta       |
|    | Italia (bandiera) | D     | Laura Zanuso        |
|    | Italia (bandiera) | C     | Laura Barbierato    |
|    | Italia (bandiera) | C     | Cristina Cassanelli |
|    | Italia (bandiera) | C     | Veronica Danzi      |

| N. |                   | Ruolo | Calciatrice            |
| -- | ----------------- | ----- | ---------------------- |
|    | Italia (bandiera) | C     | Beatrice De Stefano    |
|    | Italia (bandiera) | C     | Antonietta Formisano   |
|    | Italia (bandiera) | C     | Piera Cassandra Maglio |
|    | Italia (bandiera) | C     | Alessandra Magnaguagno |
|    | Italia (bandiera) | C     | Ilenia Sancassani      |
|    | Italia (bandiera) | A     | Chiara Battistoli      |
|    | Italia (bandiera) | A     | Valentina Boni         |
|    | Italia (bandiera) | A     | Moira Placchi          |
|    | Italia (bandiera) | A     | Roberta Ulivi          |

## Calciomercato

### Sessione estiva
| Acquisti | Acquisti            | Acquisti          | Acquisti   |
| R.       | Nome                | da                | Modalità   |
| -------- | ------------------- | ----------------- | ---------- |
| C        | Veronica Danzi      | Verona Calzedonia | svincolata |
| C        | Cristina Cassanelli | Bologna CF        | svincolata |
| A        | Roberta Ulivi       | Autolelli Picenum | svincolata |

| Cessioni | Cessioni          | Cessioni  | Cessioni   |
| R.       | Nome              | a         | Modalità   |
| -------- | ----------------- | --------- | ---------- |
| D        | Katiuscia Campana | Mantova   | svincolata |
| C        | Barbara Dapor     | Bergamo R | svincolata |

## Risultati

### Serie A

#### Girone di andata
| Calmasino, Bardolino 16 settembre 2000, ore 16:00 CEST 1ª giornata | Bardolino | 3 – 2 | Gravina | Stadio comunale Belvedere |

| 23 settembre 2000, ore 16:00 CEST 2ª giornata                                                         | Sarzana   | 1 – 4 referto                                          | Bardolino |  |
| \| \| \| \| \| Venturini 5’ \| Marcatori \| 71’, 90+4’ Placchi 85’ Maglio 90+2’ (aut.) Lucchinelli \| |           |                                                        |           |  |
| |           |                                                        |           |  |
| Venturini 5’                                                                                          | Marcatori | 71’, 90+4’ Placchi 85’ Maglio 90+2’ (aut.) Lucchinelli |           |  |

| Arbitro: | Rinaldi (Milano) |

|                       |           |            |
| Masia 6’ Parejo 90+2’ | Marcatori | 88’ Maglio |

| Oristano 21 ottobre 2000 5ª giornata        | Atletico Oristano | 1 – 0 referto | Bardolino | Stadio comunale Tharros |
| \| \| \| \| \| Selis 90’ \| Marcatori \| \| |                   |               |           |                         |
|                                             |                   |               |           |                         |
| Selis 90’                                   | Marcatori         |               |           |                         |

| Agliana 4 novembre 2000, ore 14:30 CET 7ª giornata                | Agliana   | 1 – 2 referto       | Bardolino | Stadio comunale Germano Bellucci |
| \| \| \| \| \| Fiorini 80’ \| Marcatori \| 34’ Maglio 54’ Boni \| |           |                     |           |                                  |
|                                                                   |           |                     |           |                                  |
| Fiorini 80’                                                       | Marcatori | 34’ Maglio 54’ Boni |           |                                  |

| Calmasino, Bardolino 11 novembre 2000, ore 14:30 CET 8ª giornata | Bardolino | 0 – 1 referto | Foroni | Stadio comunale Belvedere |
| \| \| \| \| \| \| Marcatori \| 28’ D'Astolfo \|                  |           |               |        |                           |
|                                                                  |           |               |        |                           |
|                                                                  | Marcatori | 28’ D'Astolfo |        |                           |

#### Girone di ritorno
| Arbitro: | Pinelli (Bari) |

|          |           |                                       |
| Boni 63’ | Marcatori | 26’ Parejo 57’ Masia 76’ (rig.) Conti |

| Calmasino, Bardolino 17 marzo 2001, ore 15:00 CET 22ª giornata | Bardolino | 1 – 0 | Agliana | Stadio comunale Belvedere |

| 24 marzo 2001 23ª giornata | Foroni | 2 – 0 | Bardolino |  |

### Coppa Italia
| Calmasino, Bardolino 10 febbraio 2001, ore 14:30 CET Quarti di finale - Andata | Bardolino | 1 – 0 referto | Agliana | Stadio comunale Belvedere |
| \| \| \| \| \| Boni 60’ (rig.) \| Marcatori \| \|                              |           |               |         |                           |
|                                                                                |           |               |         |                           |
| Boni 60’ (rig.)                                                                | Marcatori |               |         |                           |

| Agliana 28 marzo 2001, ore 16:00 CET Quarti di finale - Ritorno | Agliana | 0 – 0 referto | Bardolino | Stadio comunale Germano Bellucci |

| 7 maggio 2001 Semifinale - Andata | ACF Milan | 0 – 2 referto | Bardolino |  |

| Calmasino, Bardolino 16 maggio 2001 Semifinale - Ritorno                                      | Bardolino | 4 – 2 referto               | ACF Milan | Stadio comunale Belvedere |
| \| \| \| \| \| Maglio 16’ Ulivi Boni Danzi 2t’ \| Marcatori \| 1t’ Tagliacarne 13’ Gazzoli \| |           |                             |           |                           |
|                                                                                               |           |                             |           |                           |
| Maglio 16’ Ulivi Boni Danzi 2t’                                                               | Marcatori | 1t’ Tagliacarne 13’ Gazzoli |           |                           |

| Arbitro: | Sabrina Rinaldi (Milano) |

|             |           |  |
| Guarino 47’ | Marcatori |  |

## Statistiche

### Statistiche di squadra
| Competizione | Punti | In casa | In casa | In casa | In casa | In casa | In casa | In trasferta | In trasferta | In trasferta | In trasferta | In trasferta | In trasferta | Totale | Totale | Totale | Totale | Totale | Totale | DR  |
| Competizione | Punti | G       | V       | N       | P       | Gf      | Gs      | G            | V            | N            | P            | Gf           | Gs           | G      | V      | N      | P      | Gf     | Gs     | DR  |
| ------------ | ----- | ------- | ------- | ------- | ------- | ------- | ------- | ------------ | ------------ | ------------ | ------------ | ------------ | ------------ | ------ | ------ | ------ | ------ | ------ | ------ | --- |
| Serie A      | 57    | 15      | -       | -       | -       | -       | -       | 15           | -            | -            | -            | -            | -            | 30     | 18     | 3      | 9      | 69     | 32     | +37 |
| Coppa Italia | -     | -       | -       | -       | -       | -       | -       | -            | -            | -            | -            | -            | -            | -      | -      | -      | -      | -      | -      | -   |
| Totale       | -     | -       | -       | -       | -       | -       | -       | -            | -            | -            | -            | -            | -            | -      | -      | -      | -      | -      | -      | -   |

### Andamento in campionato
| Giornata  | 1 | 2 | 3 | 4 | 5 | 6 | 7 | 8 | 9 | 10 | 11 | 12 | 13 | 14 | 15 | 16 | 17 | 18 | 19 | 20 | 21 | 22 | 23 | 24 | 25 | 26 | 27 | 28 | 29 | 30 |
| --------- | - | - | - | - | - | - | - | - | - | -- | -- | -- | -- | -- | -- | -- | -- | -- | -- | -- | -- | -- | -- | -- | -- | -- | -- | -- | -- | -- |
| Luogo     |   |   |   |   |   |   |   |   |   |    |    |    |    |    |    |    |    |    |    |    |    |    |    |    |    |    |    |    | C  | T  |
| Risultato |   |   |   |   |   |   |   |   |   |    |    |    |    |    |    |    |    |    |    |    |    |    |    |    |    |    |    |    | V  | P  |
| Posizione |   |   |   |   |   |   |   |   |   |    |    |    |    |    |    |    |    |    |    |    |    |    |    |    |    |    |    |    | 4  | 5  |

Legenda:

Luogo: C = Casa; T = Trasferta. Risultato: V = Vittoria; N = Pareggio; P = Sconfitta.

### Statistiche delle giocatrici
| Giocatore      | Serie A  | Serie A | Serie A     | Serie A    | Coppa Italia | Coppa Italia | Coppa Italia | Coppa Italia | Totale   | Totale | Totale      | Totale     |
| Giocatore      | Presenze | Reti    | Ammonizioni | Espulsioni | Presenze     | Reti         | Ammonizioni  | Espulsioni   | Presenze | Reti   | Ammonizioni | Espulsioni |
| -------------- | -------- | ------- | ----------- | ---------- | ------------ | ------------ | ------------ | ------------ | -------- | ------ | ----------- | ---------- |
| C. Battistoli  | 26       | 5       | ?           | ?          | ?            | ?            | ?            | ?            | 26+      | 5+     | ?           | ?          |
| L. Barbierato  | 28       | 2       | ?           | ?          | ?            | ?            | ?            | ?            | 28+      | 2+     | ?           | ?          |
| V. Boni        | 28       | 13      | ?           | ?          | ?            | ?            | ?            | ?            | 28+      | 13+    | ?           | ?          |
| C. Bressan     | 3        | -?      | ?           | ?          | ?            | ?            | ?            | ?            | 3+       | 0+     | ?           | ?          |
| C. Cassanelli  | 28       | 0       | ?           | ?          | ?            | ?            | ?            | ?            | 28+      | 0+     | ?           | ?          |
| E. Cassani     | 6        | 0       | ?           | ?          | ?            | ?            | ?            | ?            | 6+       | 0+     | ?           | ?          |
| F. Comin       | 29       | -?      | ?           | ?          | ?            | ?            | ?            | ?            | 29+      | 0+     | ?           | ?          |
| V. Danzi       | 12       | 0       | ?           | ?          | ?            | ?            | ?            | ?            | 12+      | 0+     | ?           | ?          |
| F. De Beni     | 2        | 0       | ?           | ?          | ?            | ?            | ?            | ?            | 2+       | 0+     | ?           | ?          |
| B. De Stefano  | 22       | 2       | ?           | ?          | ?            | ?            | ?            | ?            | 22+      | 2+     | ?           | ?          |
| A. Formisano   | 26       | 3       | ?           | ?          | ?            | ?            | ?            | ?            | 26+      | 3+     | ?           | ?          |
| T. Lovato      | 8        | 1       | ?           | ?          | ?            | ?            | ?            | ?            | 8+       | 1+     | ?           | ?          |
| P. C. Maglio   | 28       | 8       | ?           | ?          | ?            | ?            | ?            | ?            | 28+      | 8+     | ?           | ?          |
| A. Magnaguagno | 28       | 2       | ?           | ?          | ?            | ?            | ?            | ?            | 28+      | 2+     | ?           | ?          |
| G. Motta       | 22       | 2       | ?           | ?          | ?            | ?            | ?            | ?            | 22+      | 2+     | ?           | ?          |
| M. Placchi     | 28       | 15      | ?           | ?          | ?            | ?            | ?            | ?            | 28+      | 15+    | ?           | ?          |
| I. Sancassani  | 11       | 0       | ?           | ?          | ?            | ?            | ?            | ?            | 11+      | 0+     | ?           | ?          |
| R. Ulivi       | 30       | 14      | ?           | ?          | ?            | ?            | ?            | ?            | 30+      | 14+    | ?           | ?          |
| L. Zanuso      | 4        | 0       | ?           | ?          | ?            | ?            | ?            | ?            | 4+       | 0+     | ?           | ?          |